# Äthiopischer Bürgerkrieg
Im Äthiopischen Bürgerkrieg von 1974 bis 1991 kämpften zahlreiche Rebellen- und Befreiungsbewegungen gegen die kommunistische Zentralregierung Äthiopiens. Einige Bewegungen waren marxistisch-leninistisch ausgerichtet, die meisten waren separatistisch und ethnisch ausgerichtete politische Parteien.

## Hintergrund und Derg
Im Jahr 1974 fand ein blutiger Militärputsch statt, bei dem der äthiopische Kaiser Haile Selassie des Kaiserreiches Abessinien gestürzt wurde. Die revolutionären Streitkräfte Derg, welche den Staatsstreich durchgeführt hatten, schafften im März 1974 die Monarchie ab. Kronprinz Asfa Wossen siedelte in die britische Hauptstadt London um, wo zahlreiche Mitglieder der Kaiserdynastie Zuflucht gefunden haben. Die in Äthiopien verbliebenen Mitglieder der Kaiserfamilie wurden eingesperrt, einschließlich Amha Wossens Vater, der Kaiser. Auch die Tochter aus erster Ehe, Prinzessin Ijigayehu, seine Schwester, Prinzessin Tenagnework und viele Neffen, Nichten, Verwandte und Schwäger wurden inhaftiert. Im Jahr 1975 starb der Kaiser Haile Selassie. 1977 starb seine Tochter Prinzessin Ijigayehu in Gefangenschaft. Die Mitglieder der Kaiserfamilie blieben inhaftiert bis 1988 (Frauen) und 1989 (Männer).
Die meisten Industriebetriebe und privaten urbanen Real estate Holdings wurden vom Derg im Jahre 1975 verstaatlicht. Äthiopien wurde unter dem Derg-Regime zum engsten Verbündeten des sozialistischen Ostblocks in Afrika. Im Jahre 1977 führte Äthiopien einen Krieg gegen das kommunistisch regierte Somalia, welches versuchte, die östlichen, vom Volk der Somali bevölkerten Gebiete zu annektieren. Die äthiopische Armee konnte die somalische Armee, unterstützt von der Westsomalischen Befreiungsfront, besiegen – jedoch nur mit militärischer Assistenz von der Sowjetunion und von Kuba. Das äthiopische Militär wurde zum bestausgerüsteten der Region, das Land selbst zur Regionalmacht – als Folge von massiver militärischer und wirtschaftlicher Unterstützung seitens der Sowjetunion, der Deutschen Demokratischen Republik (DDR), Nordkoreas und Kubas.

## Ausbruch des Konflikts
Vorangegangen war dem Konflikt die Ankündigung von Unterdrückungsmaßnahmen gegen das 1974 von Armeeoffizieren gegründete Koordinationskomitee der Streitkräfte, Polizei und Territorialarmee, abgekürzt Derg Komitee. Dieser Vorgang wurde als äthiopischer Weißer Terror gegen den Derg bezeichnet. Der Terror ging von verschiedenen Oppositionsgruppen aus, vor allem von der Äthiopischen Revolutionären Volkspartei (IHAPA), welche ebenso wie der Derg marxistisch ausgerichtet war. Als Antwort darauf eliminierte der Derg zwischen 1975 und 1977 sämtliche politischen Gegner. Brutale Taktiken wurden von beiden Seiten angewandt, einschließlich Exekutionen, Attentate, Folter und Entführungen von zehntausenden Unschuldigen z. T. ohne Urteil, viele von ihnen waren unschuldig. Auch Kindersoldaten kamen zunehmend zum Einsatz.
Der äthiopische Terror war ein Kapitel des brutalen Krieges, den die Regierung gegen die Guerilla führte, einerseits gegen die Unabhängigkeitsbewegungen der Provinz Eritrea (Eritreische Volksbefreiungsfront und Eritreische Befreiungsfront) und der Provinz Tigray (Volksbefreiungsfront von Tigray), andererseits auch gegen konservative und pro-monarchistische Bewegungen wie die Äthiopische Demokratische Union und gegen linksextreme Rebellengruppen wie die Gesamtäthiopische Sozialistische Bewegung. Die Volksbefreiungsfront von Tigray wurde als nicht ernstzunehmende, kleine Gruppierung betrachtet, weshalb der Derg bis zum Semiem Zemecha keine große Kampagne dagegen startete.

## Kampfhandlungen
Während der gleichen Periode erfüllte der Derg sein wichtigstes Versprechen unter dem Motto Land dem Ackerbauer, indem sie das gesamte Land, welches einst dem feudalen Landesherren gehörte, durch eine Landreform unter den Bauern neu verteilte. Missmanagement, Korruption und allgemeine Feindseligkeit zur gewalttätigen Herrschaft des Derg jedoch waren verbunden mit dem zehrenden Effekt der konstanten Kriegsführung gegen die separatistischen Guerillabewegungen in Eritrea und Tigray, was zum drastischen Fall in der allgemeinen Produktivität von Nahrungsmitteln und Cash Crops führte. Hunderttausende flohen vor der ökonomischen Misere, vor der Wehrpflicht und der politischen Repression und begannen das Land zu verlassen in Richtung Nachbarländer – oder in die reichen Länder der Welt. Sie bildeten somit zum ersten Mal die Äthiopische Diaspora.
1984, im ersten Jahr der Hungersnot, führte der Derg eine marxistische Einheitspartei ein, die Arbeiterpartei Äthiopiens, als Gegenkraft zu den Rebellenorganisationen. Im Jahre 1987 wurde der gesamte äthiopische Staat erneut modernisiert und der Provisorische Militärverwaltungsrat Derg wurde offiziell abgeschafft. Auch die Verwaltungsgliederung wurde neu organisiert und den einzelnen Bevölkerungsgruppen gewisse Autonomie zugestanden, um den politischen Konflikt mit den Gruppierungen zu entschärfen.
Der Derg setzte sein Ziel, die Rebellionen zu beenden, mit militärischer Härte durch. Zahlreiche Kampagnen wurden initiiert, welche sowohl die inneren Rebellen als auch die sezessionistischen Organisationen Eritreische Volksbefreiungsfront und Volksbefreiungsfront von Tigray zum Schweigen bringen sollten. Die wichtigsten Operationen waren die Operation Shiraro, die Operation Lash, die Operation Roter Stern und die Operation Adwa, welche zu ihrem entscheidenden Sieg in der Schlacht von Shire vom 15. bis 19. Januar 1989 führten.

## Ausgang

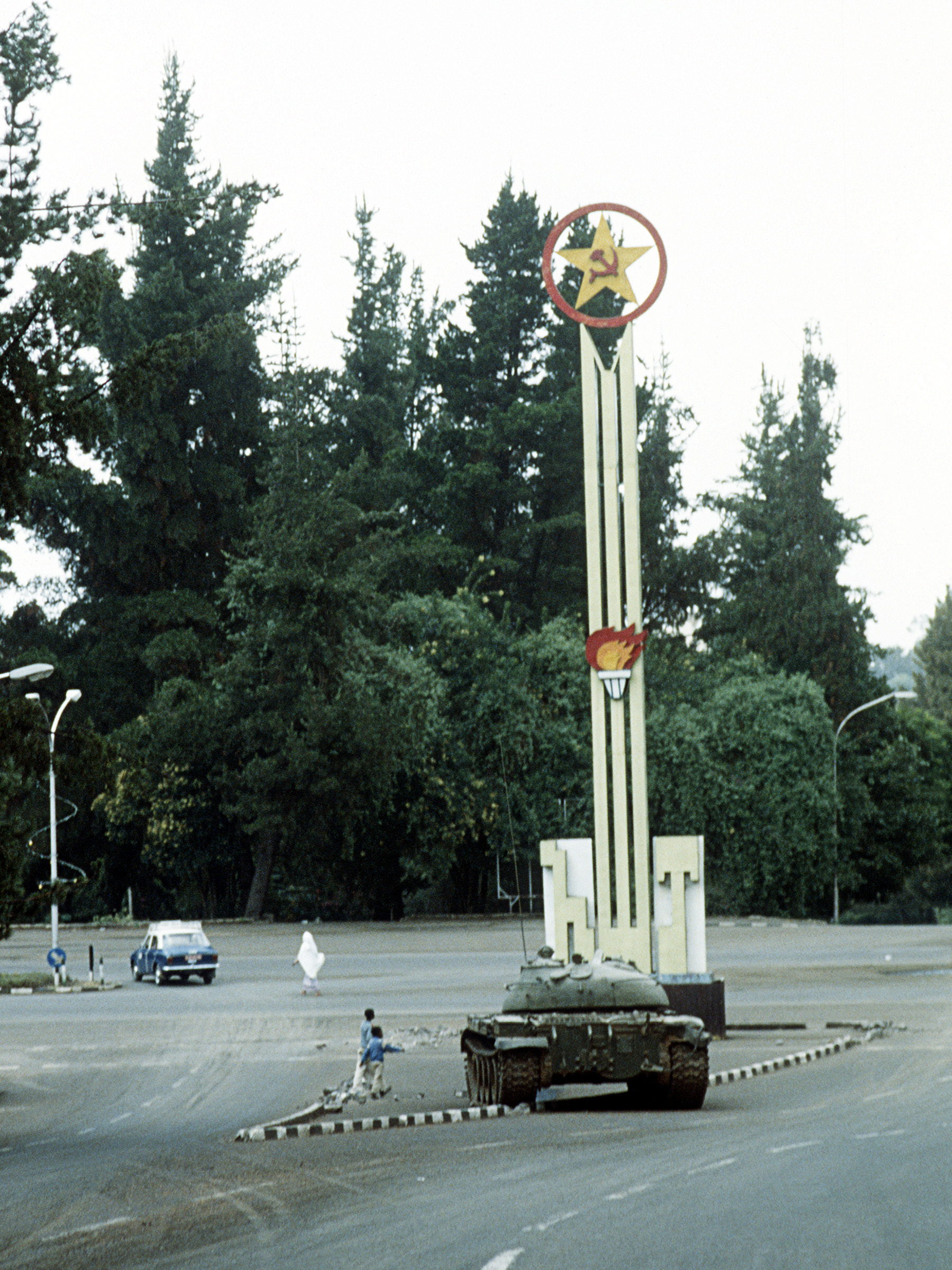
Die Einnahme der Hauptstadt Addis Abeba durch die Revolutionäre Demokratische Front erfolgte am 9. Juli 1991 (auf dem Foto einer ihrer Panzer)

1990 gab das Staatsoberhaupt Mengistu bekannt, dass sich die Arbeiterpartei Äthiopiens allen gesellschaftlichen Kräften öffnen wolle, und benannte diese Partei in Demokratische Einheitspartei Äthiopiens um. Die Befreiungsbewegungen, welche inzwischen weite Teile des Staates unter ihre Kontrolle brachten, zeigten sich davon unbeeindruckt und führten ihren Kampf fort. Die äthiopische Regierung unter Mengistu Haile Mariam wurde schließlich von einer Koalition aus drei verschiedenen Rebellengruppen – der Revolutionären Demokratischen Front der Äthiopischen Völker – und den staatseigenen Funktionären gestürzt. Im Mai 1991 nahm die Revolutionäre Demokratische Front erfolgreich die Hauptstadt Addis Abeba ein. Es gab Befürchtungen, dass Mengistu bis zum bitteren Ende für die Hauptstadt kämpfe, aber nach einer diplomatischen Intervention der Vereinigten Staaten floh Mengistu und fand Asyl in Simbabwe, wo er bis heute residiert.
Die Revolutionäre Demokratische Front verbot die Demokratische Einheitspartei Äthiopiens sofort und inhaftierte nahezu alle prominenten Derg-Funktionäre. Im Dezember 2006 wurden 72 Offizielle des Derg wegen des Vorwurfs des Völkermords schuldig gesprochen. 34 Leute wurden vor Gericht gestellt, 14 starben noch während des Prozesses und 25, einschließlich Mengistu, wurden in Abwesenheit angeklagt.